# Jacques Moreau (Historiker)
Jacques Moreau (* 12. September 1918 in Lodelinsart, heute zu Charleroi, Belgien; † 23. September 1961 bei Ankara) war ein belgischer Althistoriker.
Er studierte ab 1935 an der Freien Universität in Brüssel, unter anderem bei Henri Grégoire, Roger Goossens und Claire Préaux. Nach einem Examen in Klassischer Philologie 1939 war er Assistent bei Grégoire und Lehrer an einem Gymnasium. Ab 1950 lehrte er Alte Geschichte an der Universität des Saarlandes, wo er 1951 außerplanmäßiger und 1953 ordentlicher Professor wurde. 1960 nahm er einen Ruf auf einen Lehrstuhl an der Universität Heidelberg an. Er starb bereits im folgenden Jahr zusammen mit seinem Kollegen Hans Schaefer und acht Nachwuchswissenschaftlern bei einem Flugzeugabsturz während einer Exkursion in der Nähe von Ankara.
Moreau beschäftigte sich insbesondere mit dem antiken Christentum (so verfasste er einen Kommentar zu Laktanz). Er war Mitglied der Société Nationale des Antiquaires in Frankreich, des Deutschen Archäologischen Instituts und Mitherausgeber des Lexikons der Alten Welt.

## Schriften (Auswahl)
- La persécution du christianisme dans l’empire romain. Paris 1956 (deutsche Übersetzung: Die Christenverfolgung im Römischen Reich. 2. Auflage, Walter de Gruyter, Berlin 1971, ISBN 3-11-002456-X).
- Die Welt der Kelten. Kilpper, Stuttgart 1958. Neu bearbeitete Ausgabe, Phaidon, Essen 1985, ISBN 3-88851-087-2.
- Scripta minora. C. Winter, Heidelberg 1964.